# 绿洲省
绿洲省（阿拉伯语：‎），利比亚东部省份，省会为艾季达比亚，该市也是该省最大城市。该省面积108 523 km2，2006年人口177,047。该省北临班加西省、迈尔季省、绿山省、德尔纳省，南邻库夫拉省，西邻苏尔特省，东邻布特南省。
2007年艾季達比亞省以及一部分庫夫拉省被划入綠洲省。
1. ↑  2006 Census 164,718 at . African Development Bank. （原始内容存档于9 December 2016）. 已忽略未知参数|df= (帮助); 179,155 at . General Information Authority, Government of Libya. （原始内容存档于30 January 2013） （Arabic）.; and Statoids reports 177,047 . statoids.com.   [27 October 2009]. （原始内容存档于11 November 2009）.